# Пронкин, Анатолий Фёдорович
Анатолий Фёдорович Пронкин (род. 25 мая 1936) — советский хоккеист, нападающий, тренер.

## Биография
В сезоне 1955/56 начал играть в классе «А» за команду ДК им. Карла Маркса из Электростали. В сезонах 1961/62 — 1962/63 выступал в первенстве РСФСР за «Металлург» Электросталь. Играл за клубы второй группы класса «А» «Динамо» Киев (1963/64 — 1964/65) и «Торпедо» Минск (1965/66).
В сезоне 1970/71 — старший тренер «Кристалла» Электросталь.